# Elecciones presidenciales de Yibuti de 2021
Las elecciones presidenciales se celebraron en Yibuti el 9 de abril de 2021. El presidente en ejercicio, Ismail Omar Guelleh, ganó un mandato adicional de cinco años, habiendo ocupado el cargo desde 1999.

## Candidatos

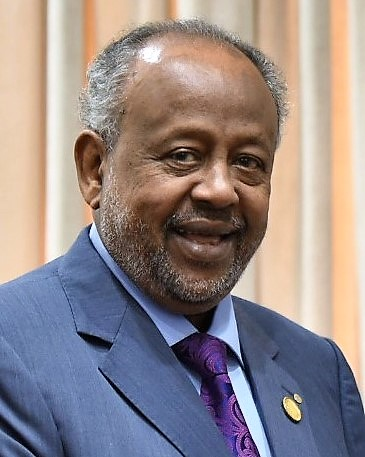
Ismail Omar Guelleh (2018)

El actual presidente Ismail Omar Guelleh era elegible para un quinto mandato. El único candidato de la oposición fue Zakaria Ismael Farah del Movimiento para el Desarrollo y el Equilibrio de la Nación Yibutiana (MDEND), y los principales partidos de la oposición optaron por no presentar candidatos, repitiendo el boicot realizado en las elecciones de 2016.

## Campaña
La campaña presidencial ocurrió durante la pandemia global de COVID-19 en curso. La campaña de Guelleh destacó la respuesta del gobierno a la pandemia a nivel local, que había sido elogiada por la Organización Mundial de la Salud. La campaña de Guelleh enfrentó críticas por algunos problemas sociales, incluida la alta tasa de desempleo del país y las preocupaciones de que, a pesar de una alta tasa de crecimiento económico del 7 % en promedio durante los cinco años anteriores, los beneficios de dicho crecimiento se redistribuyen de manera desigual, particularmente hacia la clase trabajadora.
Farah fue el único candidato de la oposición, ya que la mayoría de los partidos opositores optaron por no presentar candidatos, acusando a Guelleh de gobernar a través de una dictadura.

## Resultados
| Candidato                                     | Partido                                                              | Votos   | %     |
| --------------------------------------------- | -------------------------------------------------------------------- | ------- | ----- |
| Ismail Omar Guelleh                           | Agrupación Popular para el Progreso                                  | 155 291 | 97.30 |
| Zakaria Ismael Farah                          | Movimiento para el Desarrollo y el Equilibrio de la Nación Yibutiana | 4314    | 2.70  |
| Votos en blanco/nulos                         | Votos en blanco/nulos                                                | 5261    | -     |
| Total                                         | Total                                                                | 164 866 | 100   |
| Electores registrados/participación electoral | Electores registrados/participación electoral                        | 215 687 | 76.44 |
| Fuente: La Nation                             |                                                                      |         |       |